# Schloss Stolberg

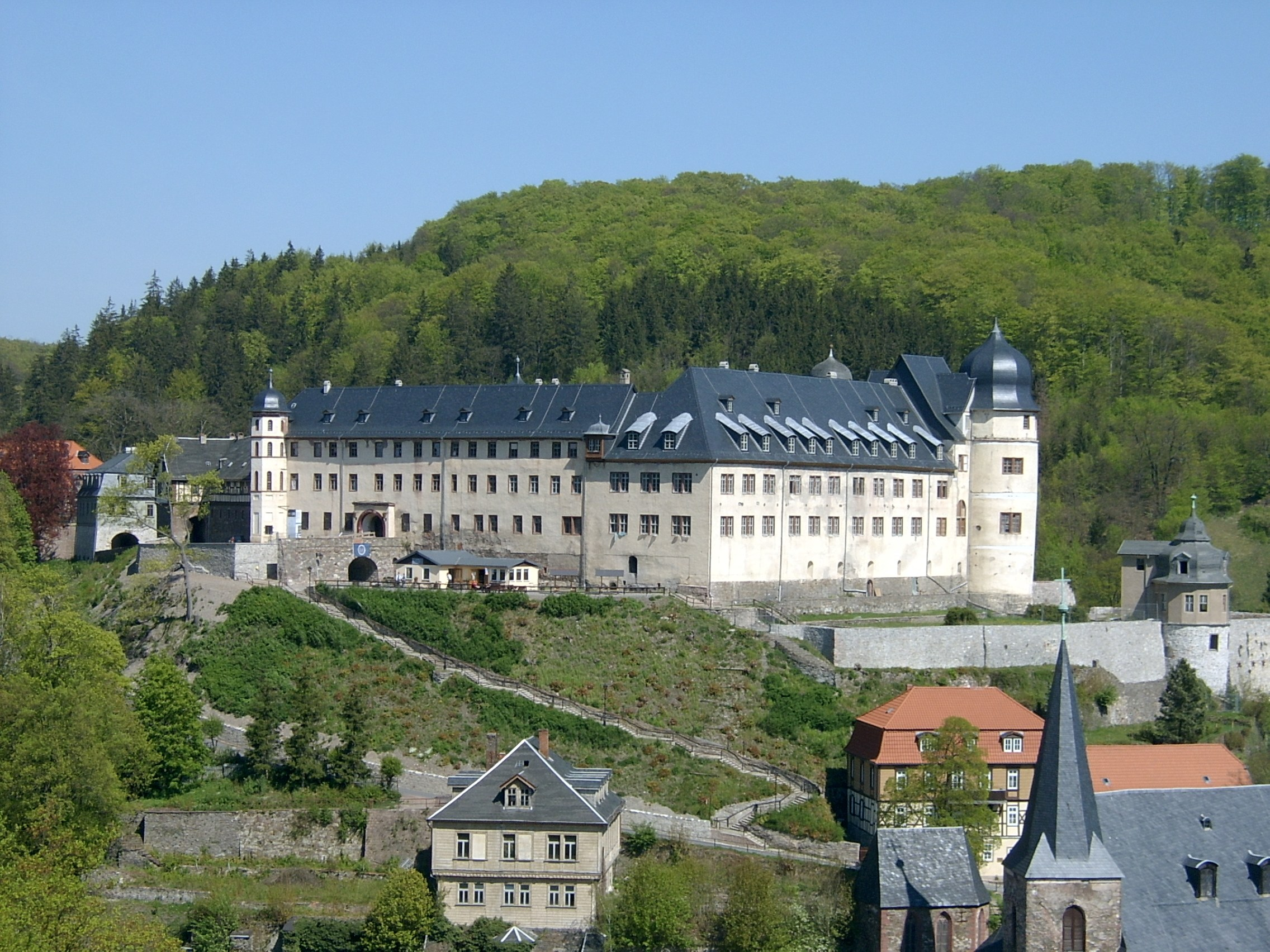
Schloss Stolberg

Schloss Stolberg in Stolberg (Harz) aus dem 13. Jahrhundert steht auf einem nach drei Seiten abfallenden Berg oberhalb der Stadt.
Seit 2002 zählt es zum Eigentum der Deutschen Stiftung Denkmalschutz, die es mit ihren Mitteln komplett restauriert und saniert haben. Schloss Stolberg ist Teil der Oranier-Route.

## Geschichte

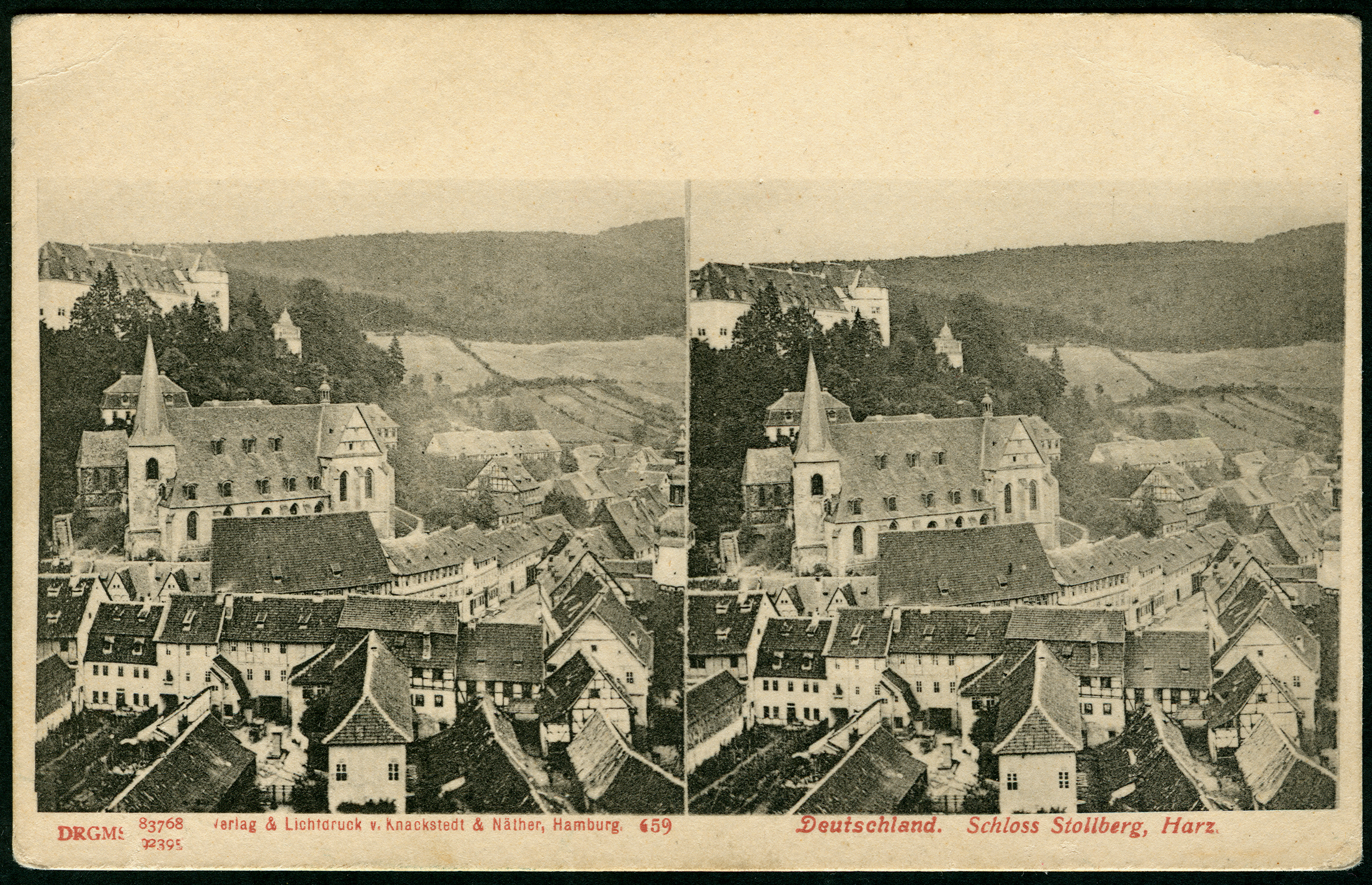
Schloss Stolberg (oben links) über dem mittelalterlichen Ort;
Stereoskopie Nr. 659 als Ansichtskarte, Verlag Knackstedt & Näther, um 1900

Vom 13. Jahrhundert bis zur Enteignung durch die Bodenreform 1945 war das Schloss Stolberg Stammsitz der Grafen und späteren Fürsten zu Stolberg-Stolberg. Das Haus Stolberg zählt zu den ältesten Adelsgeschlechtern in Deutschland.
Heute wird Schloss Stolberg als „Haus des Gastes“ sowie als Museum genutzt.
Zudem entsteht zur Zeit am Ostflügel des Schlosses ein Hotelneubau der voraussichtlich 2025/26 bezogen werden kann.

### Schloss

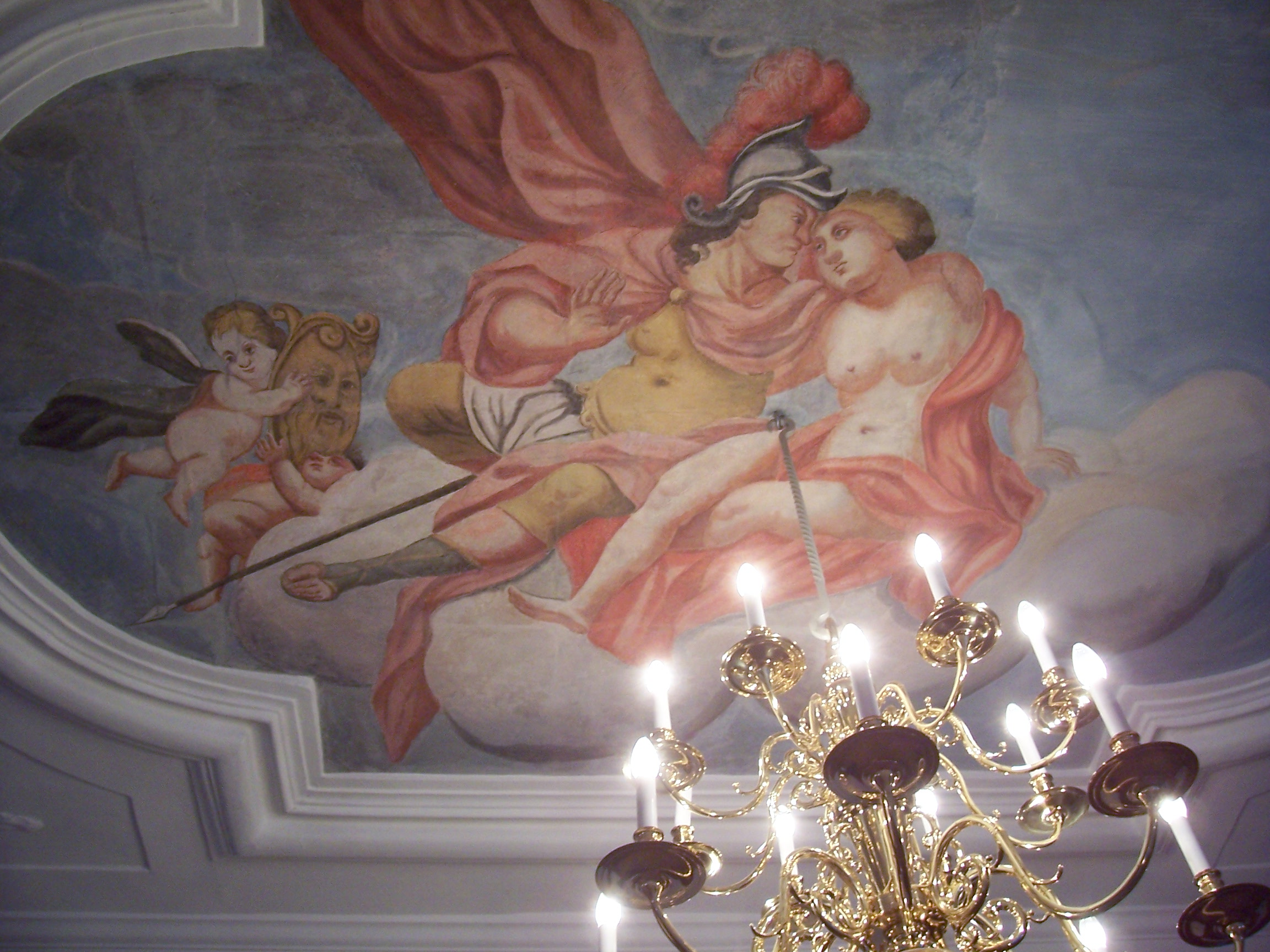
Schloss Stolberg (Deckengemälde)

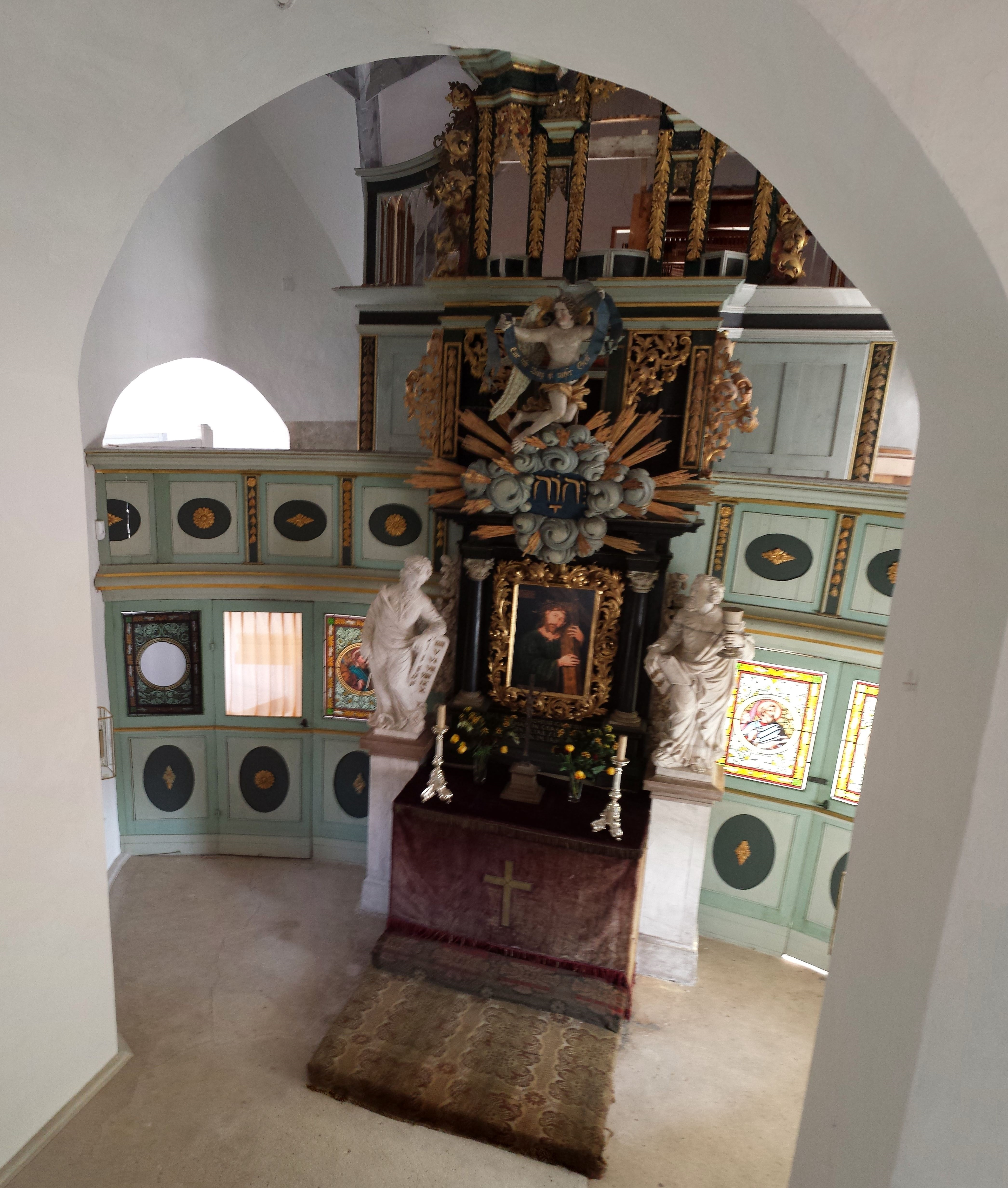
Schlosskirche – Altar (1667)
Stifter: Johann Martin zu Stolberg

Sein ältester Bauteil, der Rundturm, stammt aus der Zeit um 1200, die neueren Teile wurden im Stil der Renaissance zwischen 1539 und 1547 nach den Plänen von Andreas Günther erbaut. Im Südostflügel befinden sich das klassizistische Große Empfangszimmer und der Rote Saal nach einem Entwurf von Karl Friedrich Schinkel. Sein heutiges Aussehen erhielt das Schloss durch Umbauten zwischen 1690 und 1700. Dabei wurden die ehemaligen Wehranlagen in Gärten umgewandelt. Im 19. und 20. Jahrhundert erhielten die Räume im Obergeschoss historistische Neuausstattungen. Bis zur Enteignung 1945 befand sich das Schloss im Besitz der Familie Fürst zu Stolberg-Stolberg.
Ab 1947 wurde das Schloss als FDGB-Ferienheim genutzt. Für diesen Zweck ausgeführte Umbauten sowie zahlreiche Gäste hinterließen umfangreiche Spuren in Bausubstanz und Erscheinungsbild des Inneren der Anlage. 1990 ging das Schloss in den Besitz der Treuhand über und stand anschließend leer. Ein Privatinvestor erwarb es 1993, um dort ein Hotel zu eröffnen. Unzulängliche Dachsanierungsarbeiten verursachten in der Folge Feuchtigkeits- und Schwammschäden. Nachdem das Hotelprojekt 1994 gescheitert war, stand Schloss Stolberg erneut leer und drohte völlig verlorenzugehen. Ende 2002 übernahm die Deutsche Stiftung Denkmalschutz nach einer Vereinbarung mit dem Land Sachsen-Anhalt das Bauwerk. Die Bausubstanz wurde notgesichert und allmählich saniert.
Seit März 2008 ist das Schloss zu Teilen wieder der Öffentlichkeit zugänglich und wird als touristisches Zentrum und „Haus des Gastes“ sowie als Museum genutzt. Dieses sorgt gemeinsam mit der Deutschen Stiftung Denkmalschutz für eine dauerhafte Pflege und Sicherung des Denkmals. Die Schlosskapelle konnte 2009 wieder eingeweiht werden und seit 2010 sind der Schlossgarten und der Südflügel wieder zugänglich. Der Schlossgarten wurde im Rahmen des Tourismusprojekts Gartenträume – Historische Parks in Sachsen-Anhalt als eine der herausragenden Anlagen des Landes ausgezeichnet.
Bis 2008 wurden ca. 12 Millionen Euro Fördermittel des Bundes, des Landes Sachsen-Anhalt, der Europäischen Union, der Stadt Stolberg und der Deutschen Stiftung Denkmalschutz zur Instandsetzung der Bauten eingesetzt.
An diesem Projekt beteiligen sich die Ritter von Kempski Privathotels mit der Einrichtung und dem Betrieb eines Event- und Tagungshotels.

### Schlosshof

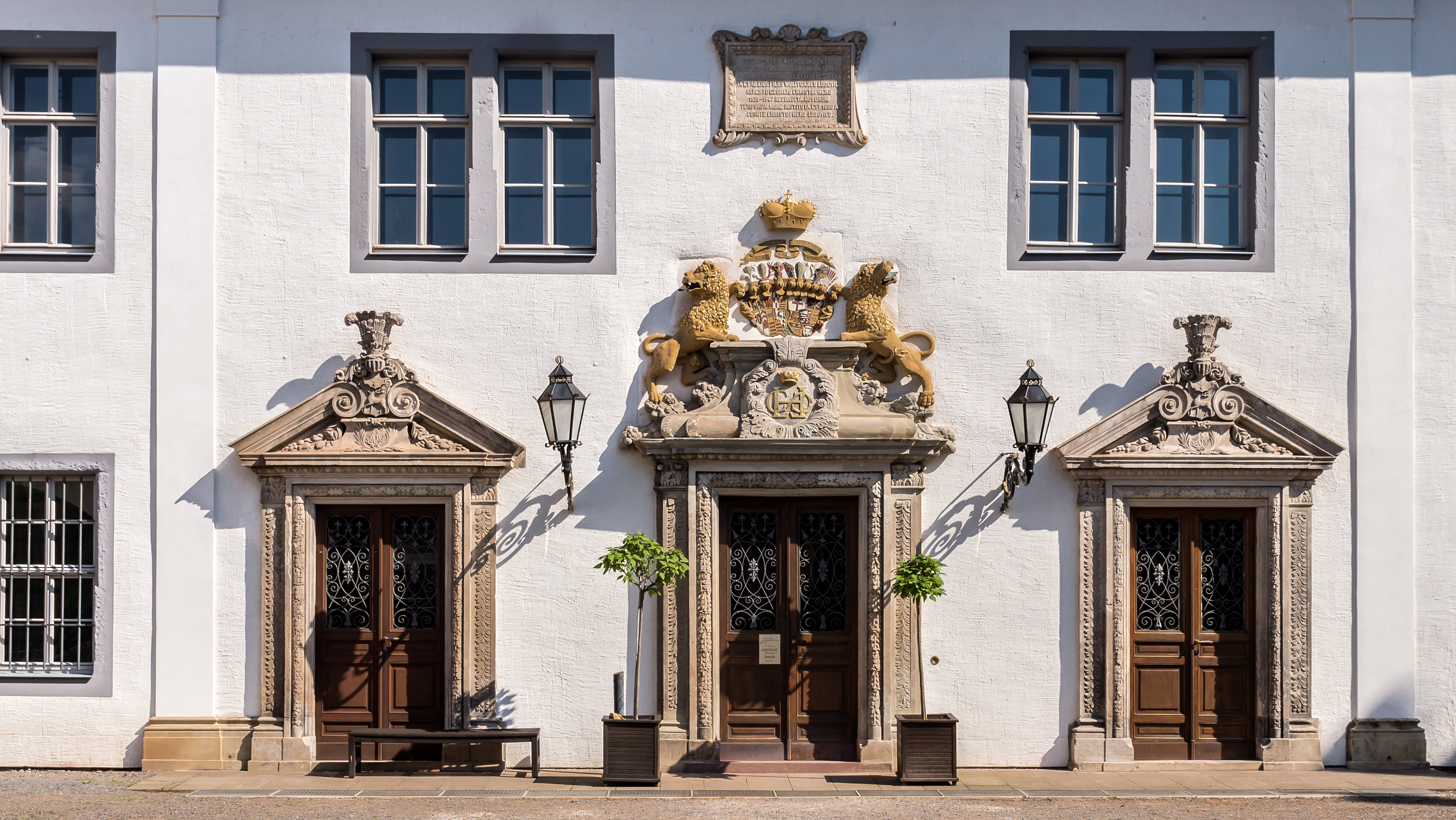
Schloss Stolberg (Portal)

Das prächtige Portal mit gräflichem Wappen am Eingang zum Fürstenflügel des Stolberger Schlosses belegt die über 900-jährige Geschichte des Hauses Stolberg.
An der Schlosstreppe die von der evangelischen Stadtkirche St. Martini heraufkommt, steht seit 2006 ein Denkmal für Juliana zu Stolberg, die 1506 hier auf dem Schloss Stolberg geboren wurde.
Juliana zu Stolberg ist die Stammmutter der älteren und jüngeren Linie des Hauses Oranien.

### Terrasse

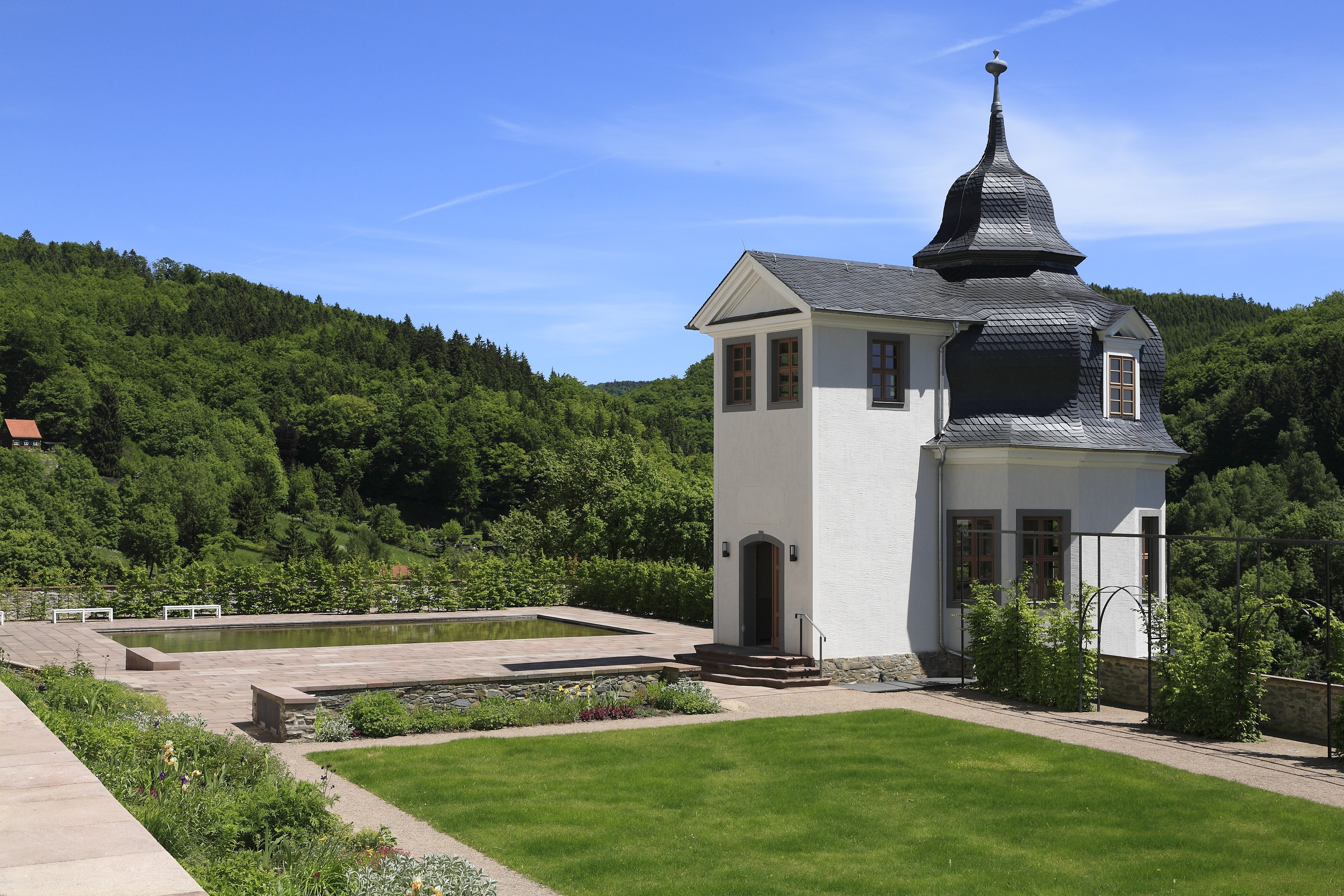
Schloss Stolberg (Gartenpavillon)

Der Terrassengarten, einst ein Barockgarten mit Pavillon und Wasserbecken, wurde im Sommer 2011 umfangreich saniert und ist nun wieder begehbar. Die Wiederherstellung der Hangmauern und die Arbeiten an der Südterrasse gehörten ebenfalls zu den umfangreichen Arbeiten der Restaurierung.
Die um 1937 durch den bekannten Gartenarchitekten Heinrich Wiepking-Jürgensmann angelegte Südterrasse  wurde für die Wiederherstellung als Grundlage verwendet. Das Wasserbecken diente einst als Löschwasserbecken und Swimmingpool.
Der zweigeschossige barocke Pavillon, erbaut auf den mittelalterlichen Kellergewölben, wurde in der historischen Fassung des 19. Jahrhunderts wiederhergestellt.

## Stolberger Schloss-Lauf
Seit 2017 ist das Schloss Start und Ziel des Stolberger Schloss-Lauf. Dieser umfasst verschiedene Strecken, die läuferisch anspruchsvoll sind und rund um die Stadt führen. Auf dem Programm stehen ein 10-Kilometer-Lauf, ein 5-Kilometer-Lauf oder Walking, eine Halbmarathondistanz, ein Staffellauf, ein 300-Meter-Bambini-Lauf und ein 2,2-Kilometer-Jedermann-Lauf.

## Trivia
Schloss Stolberg ist Teil der Oranier-Route, die mit insgesamt 2.500 Kilometern zu wichtigen Orten des Hauses Oranien-Nassau führt.
Seit 2010 hat die Familie Fürst zu Stolberg-Stolberg am Schlossberg in Stolberg einen Zweitwohnsitz.

## Film
- Fürsten, Forst und Ferienheim: Schloss Stolberg im Harz. Dokumentarfilm, Deutschland, 2016, 29:41 Min., Buch und Regie: Susanne Kerber, Produktion: MDR, Reihe: Der Osten – Entdecke, wo Du lebst, Erstsendung: 1. November 2016 bei MDR, Inhaltsangabe von MDR, (Memento vom 11. Mai 2016 im Webarchiv archive.today), online-Video
- Schloss Stolberg im Harz wird zum Hotel Aufgerufen 28. Juni 2019